# 금호중학교 (경북)
금호중학교(琴湖中學校)는 대한민국 경상북도 영천시 금호읍 교대리에 있는 사립 중학교이다.

## 학교 연혁
- 1951년 10월 4일 : 금호학원 설립인가
- 1955년 4월 5일 : 금호중학교 개교
- 1964년 12월 1일 : 재단법인 금호학원을 학교법인으로 조직변경
- 1986년 10월 1일 : 본관 32개 교실 준공
- 1989년 12월 1일 : 별관 특별교실 준공
- 2003년 12월 1일 : 우봉 유도관 준공
- 2014년 2월 25일 : SW 연구학교 선정
- 2015년 2월 25일 : 자유학기제 거점학교 지정
- 2018년 10월 15일 : 개방형 학교 다목적체육관 준공
- 2021년 2월 24일 : 두드림학교 선정
- 2022년 3월 1일 : 제24대 김영한 교장 취임
- 2022년 12월 30일 : 제68회 졸업(졸업생 33명, 졸업생 7,748명)
- 2023년 2월 25일 : 경북예비미래학교 선정(2차)
- 2023년 3월 1일 : 인공지능(AI)교육 선도학교 선정(3차)
- 2023년 3월 2일 : 제71회 입학(입학생 30명)

## 참고 자료
- 금호중학교 - 한국교육학술정보원 학교알리미